# Liste der Monuments historiques in Monthelie
Die Liste der Monuments historiques in Monthelie führt die Monuments historiques in der französischen Gemeinde Monthelie auf.

## Liste der Immobilien
| Bezeichnung                 | Beschreibung                                                                                | Standort                   | Kennzeichnung | Schutzstatus | Datum | Bild           |
| --------------------------- | ------------------------------------------------------------------------------------------- | -------------------------- | ------------- | ------------ | ----- | -------------- |
| Château de Monthelie        | Schloss, 16. und 18. Jahrhundert; mit Nebengebäuden, Portal und Teilen der Innenausstattung | 16 Grande Rue (Lage)       | PA00112551    | Inscrit      | 1988  | weitere Bilder |
| Kirche St-Germain-d’Auxerre | ab dem 12. Jahrhundert                                                                      | Impasse de l’Eglise (Lage) | PA00112552    | Classé       | 1991  | weitere Bilder |

## Liste der Objekte
| Bezeichnung                             | Beschreibung                                                                   | Standort                                  | Kennzeichnung | Schutzstatus | Datum | Bild |
| --------------------------------------- | ------------------------------------------------------------------------------ | ----------------------------------------- | ------------- | ------------ | ----- | ---- |
| Gedenkstein an eine Messstiftung        | Kalkstein, bezeichnet 1554                                                     | in der Kirche St-Germain-d’Auxerre (Lage) | PM21001553    | Classé       | 1929  |      |
| Skulptur Madonna mit Kind               | Kalkstein, 13. Jahrhundert                                                     | in der Kirche St-Germain-d’Auxerre (Lage) | PM21001554    | Classé       | 1988  |      |
| Gemälde Predigt Johannes’ des Täufers   | Ölfarbe auf Leinwand, 17. Jahrhundert                                          | in der Kirche St-Germain-d’Auxerre (Lage) | PM21003789    | Inscrit      | 1981  |      |
| Gemälde Kreuzigung                      | Ölfarbe auf Leinwand, 17. Jahrhundert                                          | in der Kirche St-Germain-d’Auxerre (Lage) | PM21003790    | Inscrit      | 1981  |      |
| Gemälde Heilige Familie mit zwei Engeln | Ölfarbe auf Leinwand, 19. Jahrhundert                                          | in der Kirche St-Germain-d’Auxerre (Lage) | PM21003791    | Inscrit      | 1981  |      |
| Tabernakel                              | Holz, farbig gefasst und vergoldet, 18. Jahrhundert; vom ehemaligen Hauptaltar | in der Kirche St-Germain-d’Auxerre (Lage) | PM21003830    | Inscrit      | 1985  |      |
| Grabstein                               | Kalkstein, 13. Jahrhundert                                                     | in der Kirche St-Germain-d’Auxerre (Lage) | PM21001552    | Classé       | 1908  |      |
| Gemälde Heiliger Bruno                  | Ölfarbe auf Leinwand, 17. Jahrhundert                                          | in der Kirche St-Germain-d’Auxerre (Lage) | PM21003788    | Inscrit      | 1981  |      |